# 楊濟
楊濟（？—291年），字文通，弘農華陰人。晉武帝武悼皇后楊芷之叔父、楊駿之弟。曆任鎮南、征北將軍，遷太子太傅。

## 生平
楊濟有才藝，曾經從晉武帝校獵北芒，與侍中王濟一同穿著布褲褶，騎馬執角弓在金輦前。有一猛獸突然出現，晉武帝命王濟射之，應弦而倒。不久又有一隻猛獸出現，楊濟受詔去射殺，六軍大叫稱快。武帝著重兵官，時常授與顯貴而有清望的外戚，楊濟以武藝出眾而稱職。與兄楊珧深謀遠慮，所以與諸外甥李斌等共同切諫。楊駿排斥王佑出任爲河東太守，建立皇儲，皆出於楊濟的計謀。
初時，楊駿忌大司馬汝南王司馬亮，催促他回籓地。楊濟與李斌數度諫止他，楊駿遂疏遠楊濟。楊濟謂傅咸曰：“若家兄征大司馬入，退身避之，門戶可得免耳。不爾，行當赤族。”咸曰：“但征還，共崇至公，便立太平，無爲避也。夫人臣不可有專，豈獨外戚！今宗室疏，因外戚之親以得安，外戚危，倚宗室之重以爲援，所謂唇齒相依，計之善者。”楊濟日益懼怕而問石崇曰：“人心云何？”崇曰：“賢兄執政，疏外宗室，宜與四海共之。”楊濟曰：“見兄，可及此。”石崇去見楊駿，及焉，楊駿不納。後與諸兄俱見害。難發之夕，東宮召楊濟。楊濟謂裴楷曰：“吾將何之？”楷曰：“子爲保傅，當至東宮。”楊濟好施與，又長久管轄兵馬，所從屬的四百餘人皆秦中壯士，射則命中，皆欲救楊濟。不幸楊濟已入宮，大家莫不嘆恨。